# Taça Lisboa
A Taça Lisboa é um troféu de remo em Portugal.
Foi instituída em 29 de Maio de 1904 por Joaquim Leote em conjunto com os clubes da cidade de Lisboa.
Durante 100 anos foi destinada à competição de 4 remadores com timoneiro concorrente aos campeonatos nacionais.
Nunca é atribuída a qualquer clube ficando de pertença do clube vencedor até que outro ganhe essa prova.
Actualmente é atribuída ao vencedor da regata de shell de 8 do campeonato nacional de velocidade.

## Lista de vencedores
| 1904 | Associação Naval de Lisboa | Timoneiro: Carlos Sá Pereira | Voga: Francisco Duarte  | 3 - Fernando Correia     | 2 - Álvaro da Fonseca  | 1 - Luiz Rembado     | Lisboa - Pista da Junqueira |
| 1905 | Clube Naval Madeirense     | Timoneiro: A. Pereira Dias   | Voga: Ricardo Del Negro | 3 - Jorge Aldim          | 2 - Cândido Silva      | 1 - Gustavo de Souza | Lisboa - Pista da Junqueira |
| 1906 | Clube Naval Madeirense     | Timoneiro: A. Pereira Dias   | Voga: Ricardo Del-Negro | 3 - Pedro Del-Negro      | 2 - Cândido Silva      | 1 - Jorge Aldim      | Lisboa - Pista da Junqueira |
| 1907 | Clube Naval de Lisboa      | Timoneiro: Henrique Bastos   | Voga: Jorge Ferro       | 3 - Raul Xavier de Brito | 2 - Rogério de Almeida | 1 - Carlos Penaguião | Lisboa - Pista da Junqueira |